# Imagizm
Imagizm (imaginizm od łac. imago „obraz”) – ruch poetycki w poezji angielskiej i amerykańskiej w latach 1910–1918. Kierunek ten przeciwstawiał się romantyzmowi oraz idealizmowi jak również kierunkom współczesnym. Najważniejszy dla imagistów był obraz poetycki – charakteryzujący się jasnością i dokładnością detali – opierający się na metaforze. Wielu twórców wzorowało się na dalekowschodniej poezji (japońskiej i chińskiej).
Najsłynniejsi przedstawiciele:
- Ezra Pound
- Hilda Doolittle
- Amy Lowell
- Richard Aldington
- James Joyce

Na język polski wiersze i manifesty imagistów tłumaczyli głównie Leszek Engelking i Andrzej Szuba.
W literaturze polskiej wpływy imagistów i, pokrewnych im, imażynistów z rewolucyjnej Rosji można zauważyć w twórczości Józefa Czechowicza i Stanisława Piętaka.